# 恩特普賴斯 (加利福尼亞州萊克縣)
恩特普賴斯（英語：Enterprise）是位於美國加利福尼亞州萊克縣的一個非建制地區。該地的面積和人口皆未知。

## 地理
恩特普賴斯的座標為39°21′48″N 122°57′02″W / 39.36333°N 122.95056°W，而該地的平均海拔高度為853米（即2799英尺）。